# Didimoteico
Didimoteico (em grego: Διδυμότειχο; romaniz.: Didymóteicho) é uma cidade localizada na parte ocidental da prefeitura de Evros na Periferia da Macedônia Oriental e Trácia, na Grécia. Ela é capital da prefeitura. A cidade está localizada numa planície a sudeste de Svilengrad, ao sul de Edirne, na Turquia, e Orentiada, a oeste de Uzunköprü, também na Turquia.

## Nome
A cidade era conhecida como Διδυμότειχον, Didymóteichon, de δίδυμος, dídymos, "gêmeo" e τεῖχος, teîchos, "muralha". Outros nomes incluem também em búlgaro:  Димотика Dimotika e em turco:  Dimetoka.

## História

### Antiguidade
A área à volta da cidade já era habitada no neolítico. Ela foi saqueada pelos romanos em 204 a.C. No início do século II, o imperador romano Trajano criou uma nova cidade entre os dois morros que circundam a cidade e a chamou de Plotinópolis em homenagem à sua esposa Pompeia Plotina. A cidade iria tornar a mais importante da Trácia, com uma assembleia própria. Suas ruínas são conhecidas como Kale, por causa da palavra turca para "castelo". Em meados da década de 80, um busto de Trajano em ouro puro foi encontrado ali.

### Era medieval
Na Idade Média, conhecida como Demótica (em grego: Δημοτικά; romaniz.: Demotiká), ela foi um importante centro comercial e um dos principais centros de caça para os imperadores e, posteriormente, sultões. Ela foi bem fortificada pelos bizantinos após a reconquista de Constantinopla em 1261, tornando-se a mais importante cidade da Trácia e da Macedônia bizantina. A cidade foi cercada várias vezes pelos búlgaros e, durante as guerras civis bizantinas do século XIV, ela foi a capital de Andrônico III Paleólogo (r. 1328–1341) e de João VI Cantacuzeno (r. 1347–1354). A cidade foi também a terra natal dos imperadores bizantinos João III Ducas Vatatzes (r. 1221–1254) e João V Paleólogo (r. 1341-1376; 1379-1391).

### Era otomana
A Batalha de Demótica, a primeira vitória otomana na Europa, foi travada defronte a cidade em 1352 durante a guerra civil bizantina de 1352-1357. Em 1361, após vários anos de cerco, os otomanos conseguiram finalmente conquistá-la. Ao contrário da cidade vizinha de Adrianópolis, que foi incendiada, os conquistadores mantiveram a cidade intacta e fizeram dela a capital do Império Otomano por um tempo. Foi nesta época que eles construíram a grande mesquita e os banhos da cidade, ambos sendo os primeiros do continente europeu. Sob o governo turco, a cidade era conhecida como Dimétoca (Dimetoka) ou Demótica. O sultão otomano Bajazeto II (r. 1481–1512) nasceu ali. Após a Batalha de Poltava, o exilado rei Carlos XII da Suécia (r. 1697–1718) viveu ali entre 1713 e 1714. 

### Tempos modernos
Em 1912, a cidade foi brevemente ocupada pelos búlgaros durante a Primeira Guerra dos Bálcãs, apenas para retornar às mãos turcas no ano seguinte. Estes chegaram a oferecer a cidade à Bulgária em 1914, como recompensa pela entrada do país na Primeira Guerra Mundial do lado dos Impérios Centrais. Ele novamente saiu do controle búlgaro nos termos de paz de 1919 (o Tratado de Neuilly). Assim como outros locais na Trácia ocidental, Didimoteico ficou sob o controle temporário dos países da Entente, sob liderança do general francês Sharpe. Na segunda metade de abril de 1920, a Conferência de San Remo, entre os primeiros-ministros dos principais aliados da Primeira Guerra (com exceção dos Estados Unidos), cedeu o controle da região à Grécia. A Segunda Guerra Mundial devastou a cidade.